# Koncert (glasbena oblika)
Je tristavčna glasbena oblika za enega ali več solističnih glasbil in orkester. Stavki si navadno sledijo v zaporedju hiter-počasen-hiter. Koncert je običajno krajši od simfonije. Za njegov razvoj ima zasluge predvsem skladatelj Mozart, ki ga imenujemo tudi oče sodobnega koncerta. Poudaril je solistovo individualnost, dal koncertu simfonično podobo in dodelal sonatno obliko prvega stavka. Posebno vlogo je namenil tudi pihalom, med katerimi so posamezna večkrat prevzela solistično vlogo. Nastala v obdobju baroka.